# Ungerns herrlandslag i innebandy
Ungerns herrlandslag i innebandy representerar Ungern i innebandy på herrsidan.

## Historik
Laget spelade sin första landskamp den 9 maj 1994, då man föll med 2-7 mot  Norge under Europamästerskapet.

### Fotnoter
1. ↑  Olsson, Persson, Olsson, Persson. Innebandy. Rabén & Sjögren